# Life Is Sweet! Nice to Meet You
Life is Sweet! Nice to Meet You  es el segundo álbum de estudio del artista británico Lightspeed Champion, publicado el 15 de febrero de 2010 en el Reino Unido, y el 16 de febrero de 2010 en Estados Unidos, aunque originalmente se lanzaría el 1 de febrero de 2010, antes de ser cambiado.

## Grabaciones
Las grabaciones del álbum comenzaron a mediados de 2008 en Brooklyn con el artista de Lightspeed Champion, Dev Hynes y el productor Ben Allen (conocido por su trabajo reciente con Gnarls Barkley, Animal Collective, y The Constellations), aunque pronto tuvo que hacer una pausa debido a una cirugía de garganta.
"Smooth Day (at the Library)" apareció originalmente como una pista en su EP, Album in a Day 2, luego llamado simplemente "smooth day".

## Lista de canciones
| Edición estándar |                                   |          |  |
| N.º              | Título                            | Duración |  |
| 1.               | «Dead Head Blues»                 | 4:07     |  |
| 2.               | «Marlene»                         | 3:50     |  |
| 3.               | «There's Nothing Underwater»      | 4:44     |  |
| 4.               | «Intermission»                    | 1:23     |  |
| 5.               | «Faculty of Fears»                | 5:14     |  |
| 6.               | «The Big Guns of Highsmith»       | 4:26     |  |
| 7.               | «Romart»                          | 3:30     |  |
| 8.               | «I Don't Want to Wake Up Alone»   | 2:29     |  |
| 9.               | «Madame Van Damme»                | 3:13     |  |
| 10.              | «Smooth Day (at the Library)»     | 3:46     |  |
| 11.              | «Intermission 2»                  | 0:38     |  |
| 12.              | «Sweetheart»                      | 4:38     |  |
| 13.              | «Etude Op.3 'Goodnight Michalek'» | 1:49     |  |
| 14.              | «Middle of the Dark»              | 4:15     |  |
| 15.              | «A Bridge and a Goodbye»          | 1:47     |  |

| Life Is Sweet! Nice to Meet You - Edición japonesa (Bonus) |              |          |  |
| N.º                                                        | Título       | Duración |  |
| 16.                                                        | «Tete Morte» | 4:21     |  |

| Life Is Sweet! Nice to Meet You - Edición limitada en Reino Unido (Bonus) |                                                            |          |  |
| N.º                                                                       | Título                                                     | Duración |  |
| 1.                                                                        | «Devil in Disguise» (Bill Giant/Bernie Baum/Florence Kaye) | 3:05     |  |
| 2.                                                                        | «Marlene» (En Vivo)                                        | 4:07     |  |
| 3.                                                                        | «Madame van Damme» (En Vivo)                               | 3:11     |  |
| 4.                                                                        | «Faculty of Fears» (live)                                  | 4:39     |  |
| 5.                                                                        | «Sweetheart» (En Vivo)                                     | 4:41     |  |